# Piotr Janik

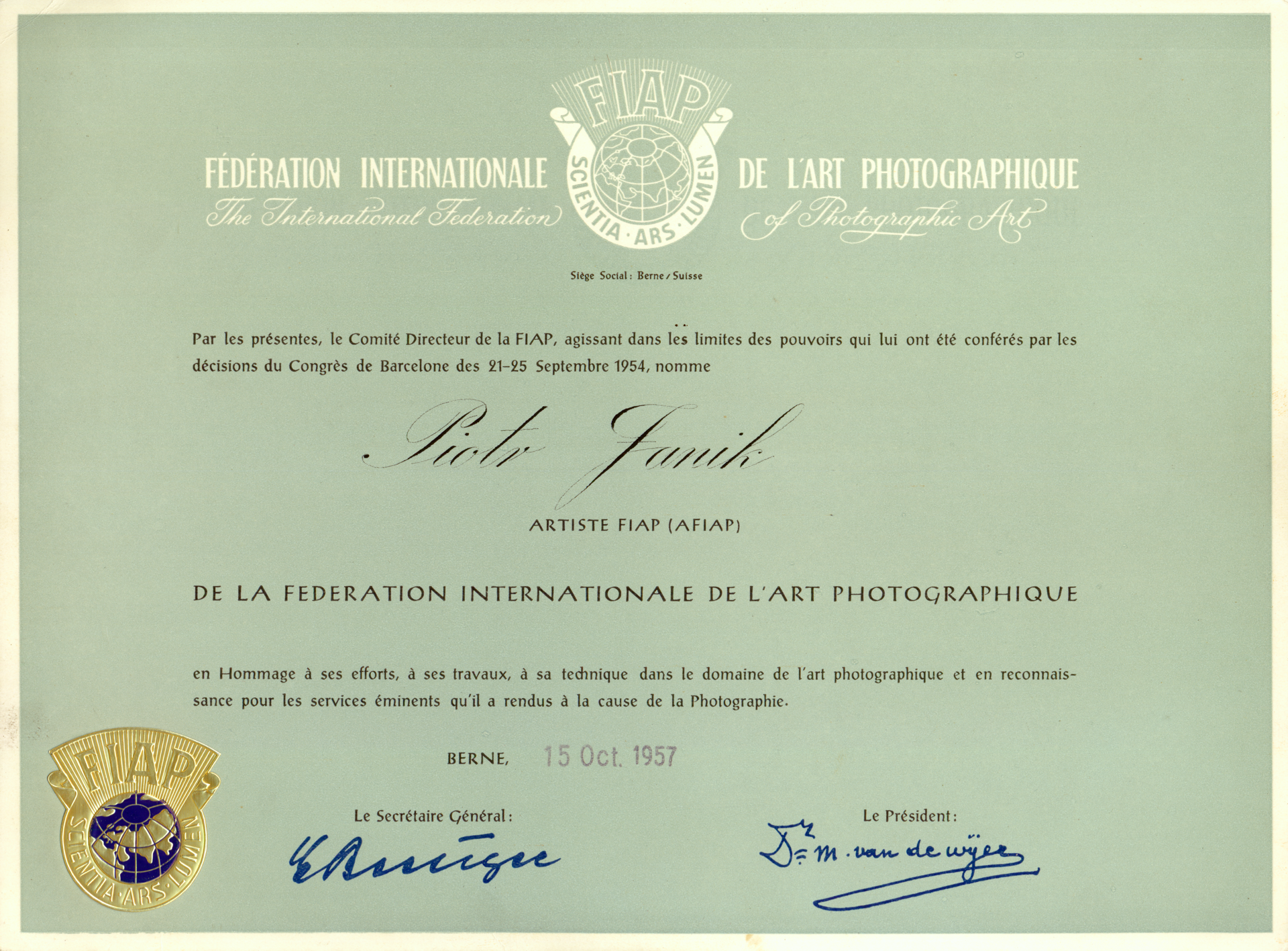
Dyplom Artiste FIAP Piotra Janika

Piotr Janik (ur. 29 czerwca 1923 w Zakopanem, zm. 28 stycznia 1981 w Gliwicach) – polski artysta fotograf, uhonorowany tytułem Artiste FIAP (AFIAP). Członek rzeczywisty Związku Polskich Artystów Fotografików. Członek współzałożyciel Gliwickiego Towarzystwa Fotograficznego.

## Życiorys
Piotr Janik urodził się w Zakopanem, gdzie pracował w zakładzie fotografii Henryka Schabenbecka. Fotografowanie rozpoczął w 1946 roku. W 1949 roku zamieszkał w Gliwicach. W 1961 roku był jednym ze współzałożycieli Gliwickiego Towarzystwa Fotograficznego, powstałego na bazie gliwickiego oddziału Polskiego Towarzystwa Fotograficznego, powstałego w 1951 roku. W 1961 został przyjęty w poczet członków zwyczajnych Związku Polskich Artystów Fotografików.
Był autorem i współautorem wielu wystaw fotograficznych; indywidualnych, zbiorowych, poplenerowych, pokonkursowych. Brał aktywny udział w Międzynarodowych Salonach Fotograficznych, organizowanych pod patronatem FIAP, zdobywając wiele medali, nagród, wyróżnień, dyplomów, listów gratulacyjnych. Jego fotografie były prezentowane (m.in.) w Anglii, Argentynie, Australii, Austrii, Belgii, Brazylii, Danii, Francji, Indiach, Japonii, Kanadzie, Polsce, Portugalii, RFN, Szkocji, USA, Włoszech i Związku Radzieckim.
Pokłosiem udziału w ww. Międzynarodowych Salonach Fotograficznych było przyznanie Piotrowi Janikowi (w 1957 roku) tytułu honorowego Artiste FIAP (AFIAP), nadanego przez FIAP (Międzynarodową Federację Sztuki Fotograficznej, obecnie z siedzibą w Luksemburgu). W 1970 roku został laureatem nagrody Ministerstwa Kultury i Sztuki, w uznaniu za twórczość fotograficzną.
Piotr Janik zmarł nagle w styczniu 1981 roku, pochowany na Cmentarzu Centralnym przy ulicy Kozielskiej w Gliwicach.

## Publikacje (albumy)
- „Piotr Janik – Fotografie” (Gliwice 2008)[8][9];